# Mola de Segart
La Mola de Segart es una montaña de 565 m s. n. m. situada en la Sierra Calderona, en el término municipal de Segart en Campo de Murviedro (Comunidad Valenciana). Se trata de una enorme muela de piedra arenisca erosionada por los vientos y lluvias del Mediterráneo, que han hecho de su cara este una muralla cobriza y de morfología peculiar, muy vinculada al mundo senderista valenciano.
Es una de las cumbres más al Sur del parque natural de la Sierra Calderona y presenta buenas vistas de las comarcas que la rodean.
Es fácilmente reconocible por el perfil que la remata en forma de muela o tortada. Sus vistas son buenas en todas direcciones, y desde la cumbre se ven la Sierra de Espadán e incluso Peñagolosa entre el Puntal de la Abeja y el Garbí. Su vértice geodésico tiene una altitud de 565 m. Los veteranos del Centro Excursionista de Valencia colocaron el 1971 una tabla de orientación con indicación de varias cumbres que son visibles desde ella. Según Jaume Bru y Vidal, el topónimo de la montaña es ibérico. La montaña también es conocida como El Femerot por los pescadores. En la pared vertical tiene un gran corte horizontal que algunos denominan «las caries de la Muela», haciendo un símil por la coincidencia del nombre del accidente geográfico con la palabra que designa la pieza dental.

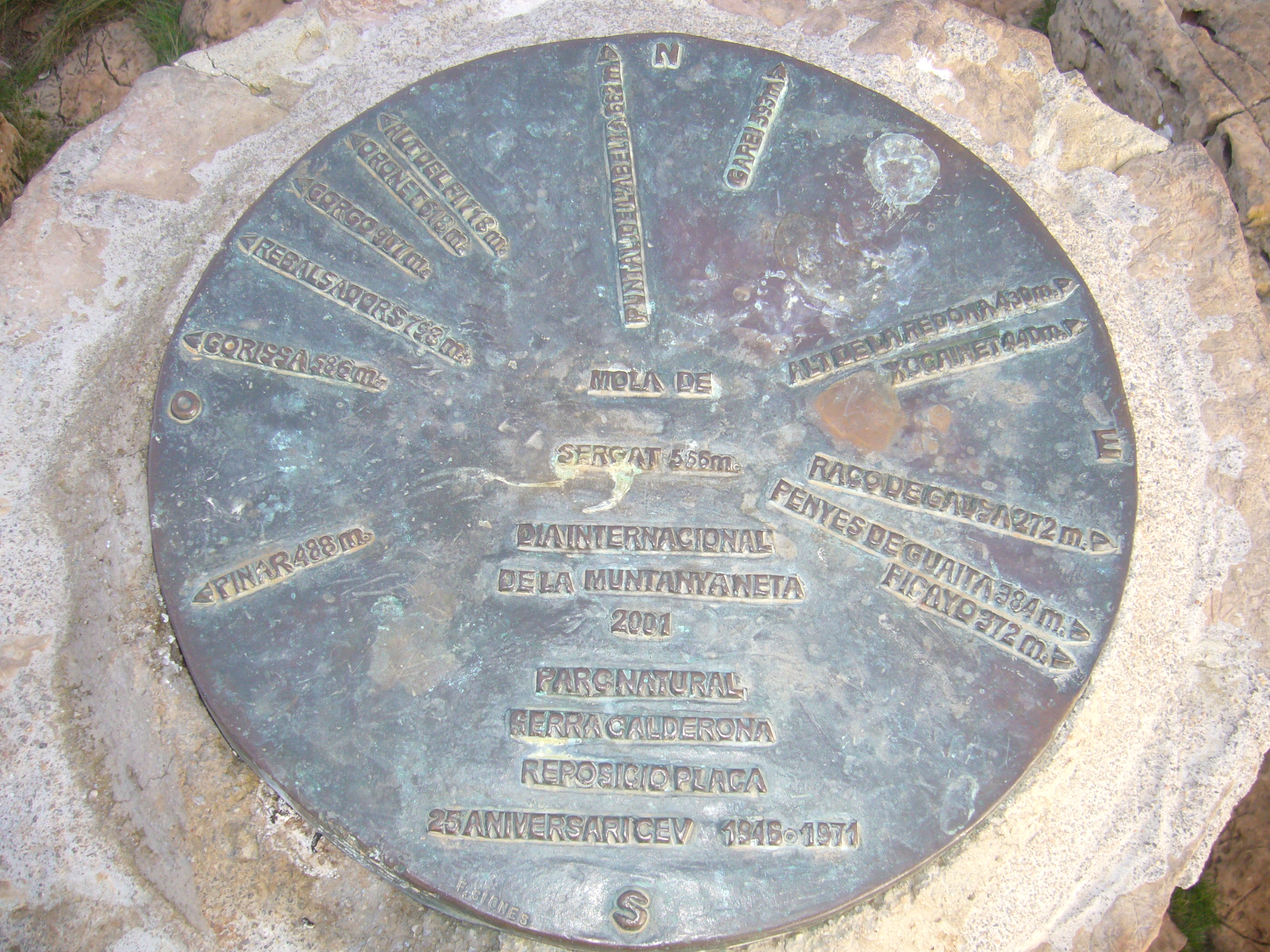
Tabla de orientación